# Lyme Park
Lyme Park är en park i Storbritannien.   Den ligger i riksdelen England, i den centrala delen av landet, 240 km nordväst om huvudstaden London. Lyme Park ligger 193 meter över havet.
Terrängen runt Lyme Park är platt åt nordväst, men åt sydost är den kuperad. Runt Lyme Park är det tätbefolkat, med 881 invånare per kvadratkilometer. Närmaste större samhälle är Manchester, 18,4 km nordväst om Lyme Park. Trakten runt Lyme Park består i huvudsak av gräsmarker.